# 라이언 웨딩
라이언 제임스 웨딩(en:Ryan James Wedding, 1981년 9월 14일 ~ )은 캐나다의 마약왕이자 전 스노보드 선수이다. 그는 2002년 동계 올림픽 남자 평행 대회전에 출전하여 24위를 차지했다.
2024년 10월 17일 미국 법무부로 부터 "무고한 민간인을 포함해 코카인 밀매와 살인에 가담한 초국가적 조직 범죄 단체를 주도했다"는 혐의로 기소되었다.  그는 마약 밀매, 범죄 조직 주도, 세 건의 살인 혐의, 한 건의 살인 미수 등 여러 중범죄 혐의를 받고 있고 현재는 수배중인 상태이다.
2020년대 FBI 가장 수배된 도망자 10인으로 명단에 올라갔다.

## 스노보드 경력
스키 선수 집안 출신인 웨딩은 할아버지의 스키 리조트인 선더베이의 볼디 산에서 스노보드를 배웠다. 그는 12세에 선수 경력을 시작하여 1999년 주니어 세계 선수권 대회 평행 대회전에서 동메달을, 2001년 주니어 세계 선수권 대회에서 은메달을 획득했다. 솔트레이크시티에서 열린 2002년 동계 올림픽에서 그는 캐나다 선수단의 스노보드 남자 평행 대회전에 참가하여 전체 24위를 기록했다.

## 범죄 행위
2002년 동계 올림픽 이후 그는 사이먼 프레이저 대학교에 진학했으나, 마약상이 된 후 중퇴했다. 그는 이란 및 러시아 코카인 밀수업자들과 합류하면서 사업을 확장했다.
2006년, 웨딩은 대량의 마리화나를 재배한 혐의로 수색 영장에 이름이 올랐으나 기소되지 않았다. 2010년, 그는 2008년에 미국 정부 요원으로부터 코카인을 구매하려 한 혐의로 유죄 판결을 받아 4년형을 선고받았다.
2024년 10월 17일 미국 법무부는 웨딩을 "무고한 민간인을 포함하여 코카인 밀매와 살인에 가담한 초국가적 조직 범죄 단체를 주도했다"는 혐의로 기소했다. 그는 마약 밀매, 범죄 조직 주도, 3건의 살인 혐의, 1건의 살인 미수 등 여러 중범죄 혐의를 받고 있으며 현재 수배 중이다. 그는 여러 연방 기관의 합동 수사였던 자이언트 슬라롬 작전의 일환으로 기소된 16명 중 한 명이었다. 웨딩이 살인을 저지른 혐의를 받고 있는 피해자는 57세의 자기타르 시드후, 그의 아내인 55세의 하르바잔 시드후, 그리고 39세의 모하메드 자파르였다. 시드후 부부는 2023년 11월에 살해되었고, 자파르는 2024년 5월에 살해되었다. 웨딩은 2024년 4월 29세의 랜디 페이더 살해 혐의로 기소된 앤드류 클락과 함께 살인을 지시한 것으로 추정된다.
당국에 따르면, 웨딩은 석방된 후 멕시코로 도주하여 멕시코 최대 마약 카르텔인 시날로아 카르텔의 고위 간부가 되었으며, "엘 제프", "자이언트", 또는 "공공의 적"이라는 별명으로 알려져 있다. 웨딩의 마약 밀매 조직의 2인자 혐의를 받고 있는 인물은 2024년 10월 멕시코에서 체포되었다. 2025년 3월 6일, 웨딩은 FBI 지정 10대 지명수배자 목록에 추가되었으며, 알렉시스 플로레스를 대체했다. 연방수사국은 그의 체포에 대해 최대 1,000만 달러의 보상금을 제공하고 있다.